# Veronica Schiavon
Veronica Schiavon (Maserada sul Piave, 24 luglio 1982) è una rugbista a 15 italiana, di ruolo mediano d'apertura, 82 volte internazionale tra il 2001 e il 2017 con 383 punti (record internazionale per l'Italia).

## Biografia
Figlia e sorella di rugbisti (sua madre, Mansueta Palla detta Monica, fu giocatrice a Treviso e vanta 9 presenze per l'Italia femminile e sua sorella Valentina è mediano di mischia, sua compagna di club e di nazionale), crebbe nelle giovanili del Benetton e a 16 anni si trasferì a Mira nel Riviera con cui successivamente si aggiudicò sei scudetti.
Esordiente per l'Italia nel corso del campionato europeo di quell'anno fu subito dopo presente alla Coppa del Mondo di rugby femminile 2002 in Spagna dove la squadra giunse dodicesima; ancora, fu campione d'Europa nel 2005 ad Amburgo (Germania) e fin dall'ammissione dell'Italia nel torneo nel 2007, fu presente fino al 2016 nella manifestazione.
Laureata alla Ca' Foscari di Venezia in lingua giapponese, dopo 16 anni al Riviera si trasferì nel 2014 a Yokohama per lavoro e contemporaneamente trovò una squadra di rugby a sette femminile dove militare; tornata a disposizione della Federazione un'ultima volta in occasione della Coppa del Mondo di rugby femminile 2017 in Irlanda, al termine della quale annunciò il suo ritiro internazionale dopo 82 incontri (seconda atleta più presente di sempre dopo Michela Tondinelli con 86) e 383 punti, che ne fanno a tale data la migliore marcatrice della nazionale.

## Palmarès
- Campionati europei: 1
Italia: 2005
- Campionati italiani: 6
Riviera: 2003-04, 2004-05, 2005-06, 2009-10, 2011-12, 2012-13